# Aksidar
Aksidar, Ašhadar, Šidar (armenski Աշխադար) je bio vladarom armenskog kraljevstva od 100. do 113. godine. Vjerojatno je da mu je sin bio Partamaspat Partski te time pradjed partskog vladara Bakura II.).
Tiridat je vladao do smrti ili dok ga nisu svrgnuli oko 110. godine. Onda je partski kralj Hozroje I. Partski napao Armeniju i postavio svog nećaka Aksidara, sina prijašnjeg partskog kralja Pakora II. na mjesto armenskog kralja.
Povijesni izvori ne daju jasno Aksidarevo podrijetlo. Kevork Aslan ga smatra iberijskim kraljevićem, dok ga Dion Kasije Kokcejan u jednom očuvanom fragmentu svog djela navodi da bi Aksidar mogao biti sinom kralja Pakora.
U međunarodnim odnosima nije odgovarao svojim moćnim susjedima, ni Rimljanima ni Partima. Kad je kralj Hozroje svrgnut, na njegovo je prijestolje postavljen njegov nećak, drugi Pakorov sin, Partamasir.